# 세리온
세리온(Therion)은 스웨덴의 메탈 밴드이다.